# 厚内中継局
厚内中継局（あつないちゅうけいきょく）は、北海道十勝郡浦幌町厚内に置かれているミニサテライト局である。

## 中継局概要

### 地上デジタルテレビジョン放送送信設備
| リモコン キーID | 放送局名             | 物理 ch | 空中線電力 | ERP  | 放送対象地域 | 放送区域 内世帯数 | 偏波面   | 開局日          |
| --------------- | -------------------- | ------- | ---------- | ---- | ------------ | ----------------- | -------- | --------------- |
| 1               | HBC 北海道放送       | 46      | 10mW       | 27mW | 北海道       | 約100世帯         | 水平偏波 | 2010年 12月24日 |
| 2               | NHK 帯広教育         | 49      | 10mW       | 27mW | 全国         | 約100世帯         | 水平偏波 | 2010年 12月24日 |
| 3               | NHK 帯広総合         | 48      | 10mW       | 27mW | 十勝圏       | 約100世帯         | 水平偏波 | 2010年 12月24日 |
| 5               | STV 札幌テレビ放送   | 37      | 10mW       | 28mW | 北海道       | 約100世帯         | 水平偏波 | 2010年 12月24日 |
| 6               | HTB 北海道テレビ放送 | 35      | 10mW       | 28mW | 北海道       | 約100世帯         | 水平偏波 | 2010年 12月24日 |
| 7               | TVh テレビ北海道     | 39      | 10mW       | 27mW | 北海道       | 約100世帯         | 水平偏波 | 2013年 1月21日  |
| 8               | UHB 北海道文化放送   | 44      | 10mW       | 27mW | 北海道       | 約100世帯         | 水平偏波 | 2010年 12月24日 |

※NHKは2010年5月14日、TVhを除く民放各局は同年12月2日にそれぞれ予備免許が交付されて、同年12月8日から試験放送開始。同年12月24日に本免許交付、同日本放送開始。TVhは2012年11月22日に予備免許が交付されて、同年12月3日から試験放送開始。翌2013年1月21日に本免許交付、同日本放送開始。TVhは当初、2012年度での開局が予定されていなかったが、9月に行われた定例会で720万円の予算が付けられたため、一転して2013年1月に開局することになった。これにより、根室本線沿線市町村のうち、厚岸町以西の全市町村でTVh受信が可能になる。

### 地上アナログテレビジョン放送送信設備
| チャンネル | 放送局名             | 空中線電力          | ERP                   | 放送対象地域 | 放送区域 内世帯数 |
| ---------- | -------------------- | ------------------- | --------------------- | ------------ | ----------------- |
| 50         | NHK 帯広教育         | 映像100mW/ 音声25mW | 映像290mW/ 音声72.5mW | 全国         | 約-世帯           |
| 52         | HTB 北海道テレビ放送 | 映像100mW/ 音声25mW | 映像290mW/ 音声72.5mW | 北海道       | 約-世帯           |
| 54         | UHB 北海道文化放送   | 映像100mW/ 音声25mW | 映像290mW/ 音声72.5mW | 北海道       | 約-世帯           |
| 56         | NHK 帯広総合         | 映像100mW/ 音声25mW | 映像290mW/ 音声72.5mW | 十勝圏       | 約-世帯           |
| 58         | HBC 北海道放送       | 映像100mW/ 音声25mW | 映像290mW/ 音声72.5mW | 北海道       | 約-世帯           |
| 60         | STV 札幌テレビ放送   | 映像100mW/ 音声25mW | 映像290mW/ 音声72.5mW | 北海道       | 約-世帯           |

- TVhはチャンネルの割り当てがなされていなかった。デジタルは当初未定だったが、先述の通り2013年1月に開局した[3][4]。
- その地デジはTVhを除く各局が2010年12月24日に、TVhは2013年1月21日に開局した。民放は当初、自力建設困難となっていた。場所により、釧路送信所からの電波が受信できる場合もある。
  - 地デジ開始の際は現在釧路送信所も受信している場合、NHK総合・教育に枝番が付けられる（NHKの放送局名が「帯広」と「釧路」で別々にスキャンされるためである。民放については道内一律同じ放送局名であるため枝番は付かず、電界強度の高いほうの中継局がスキャンされる）。
  - 2013年1月に開局したTVhは、2011年に道東の一部（網走送信所・帯広送信所・北見中継局・釧路送信所）で開局[3][4][5][6][7]。なお、釧路送信所は浦幌町厚内の一部地域もカバーしている。

## 放送エリア
- 浦幌町厚内地区。下記、「脚注・出典」を参照の事。浦幌町中心部は帯広送信所でカバーされている。

## 放送局の管轄
- アナログ放送はNHK・HBC・STV・HTBは帯広放送局の管轄で、UHBは釧路送信所の管轄の下にあったが、デジタル放送は全局が帯広放送局の管轄に統一されている。